# Dibaryconus
Dibaryconus är ett släkte av steklar. Dibaryconus ingår i familjen Scelionidae.
Kladogram enligt Catalogue of Life:
| Dibaryconus | \| \| Dibaryconus longipennis \| \| \| \| \| \| Dibaryconus sordidus \| \| \| \| \| \| Dibaryconus trispinosus \| \| \| \| |
|             | \| \| Dibaryconus longipennis \| \| \| \| \| \| Dibaryconus sordidus \| \| \| \| \| \| Dibaryconus trispinosus \| \| \| \| |
|             | Dibaryconus longipennis |
|             | |
|             | Dibaryconus sordidus |
|             | |
|             | Dibaryconus trispinosus |
|             | |